# Ermita de la Font Santa (Teulada)
La ermita de la Font Santa, dedicada a San Vicente Ferrer, se sitúa a unos tres kilómetros de Teulada (Provincia de Alicante, España) y cien metros de la carretera que va a Moraira.
En un mismo edificio está la ermita propiamente dicha, que forma el cuerpo central, una pequeña sala a la izquierda, donde está la fuente, y la casa del ermitaño a la derecha. 
El origen de esta ermita puede remontarse a tiempos muy antiguos, concretamente hacia el siglo XV, fecha en la que, según tradición San Vicente Ferrer realizó el milagro de hacer brotar agua sobre la piedra a petición de su hermana Constança que vivía en Teulada; desde entonces se dice que la fuente viene manando agua, gota a gota, sin que cambie el caudal, ya se trate de años lluviosos o muy secos. Si bien esta tradición se refiere al citado siglo, parece que el edificio actual de la ermita hay que datarlo hacia mediados del siglo XIX. Del siglo XVIII tenemos noticias de la existencia de la Font Santa por las descripciones que publicó Tomas López. En el año 1849 Pascual Madoz nos dice que había un eremitorio dedicado a la Virgen de la Salud, junto al cual se encontraba la Fuente de la Santa Era. Esta es la denominación que tenía entonces la ermita, cuya titular, la Virgen de la Salud, todavía la podemos ver en el único altar que tiene la ermita. 
Otras noticias tenemos de esta ermita extraídas del libro de viajes Costas y Paisajes de la Marina (1918), en el que se cuenta que una visitadora del lugar, Catalina Ortolá, encontró en medio de unos zarzales una imagen de San Vicente y decidió levantar una capilla para protección y veneración de la Fuente; este oratorio duraría hasta 1910, año en el que la teuladina Josefa Bertomeu lo transformó en la actual ermita restaurándola a ella misma y a las imágenes de San Vicente, de la Virgen de la Salud y de Jesús Nazareno. 
La existencia de esta ermita puede ser también la cristalización de un antiquísimo culto a la diosa romana Diana, ya que a unos cien metros de ella está la fuente de la Jana sobre la cual hay diversas leyendas de encantamientos como la leyenda de la Joanaina que nos llevan a aquel lejano mundo pagano tan próximo a las fuerzas de la naturaleza 
En el año 1975 tuvo lugar la última restauración de la ermita en la que se cambió toda la cubierta y se elevó unos 5 dm la fachada principal. Al mismo tiempo se colocó un mural de cerámica en la dependencia donde se encuentra la fuente y que representa el momento en el que Sant Vicent hace brotar milagrosamente el agua de una peña. Este mural fue donado por el benefactor de la ermita D. Vicente Calatayud Llobell. 
Alrededor de esta ermita y del culto a San Vicente se celebra todos los años, en el primer domingo de julio la tradicional fiesta de la Font Santa actos religiosos y profanos. 